# Hugo Tristram Engelhardt
Hugo Tristram Engelhardt Jr. (27 aprile 1941 – 21 giugno 2018) è stato un filosofo, biologo e medico statunitense di origini tedesche (noto anche come H. Tristram Engelhardt).
Engelhardt vede il consenso come unica soluzione alla società pluralistica contemporanea, che egli definisce "postmoderna" e "politeistica" - mutuando tale concetto dall'"ultimo" Max Weber - in cui sono presenti valori etici e filosofici contrastanti ed irriducibili. Ne consegue la presenza di comunità morali distinte i cui membri si trovano ad essere degli "stranieri morali" ("moral strangers"), "individui con cui non condividiamo né principi morali, né una comune visione morale, che ci consentano di risolvere le controversie morali mediante l'argomentazione razionale o l'appello ad un'autorità".. Escludendo il ricorso alla forza fisica, e preso atto dell'insostenibilità al giorno d'oggi di un'etica universale, valida per tutti, egli ritiene che possa sussistere un'unica autorità morale "laica", basata sul "consenso" libero e consapevole, cioè sull'"accordo" delle persone coinvolte. Connesso con ciò è il "principio dell'autonomia e del permesso", ovvero un'etica del "rispetto" e della "non interferenza" nelle vite altrui.. Da qui la distinzione tra due tipi di etica, distinti ma interconnessi: un'"etica sostanziale", con cui orientare la propria vita morale, ed un'"etica procedurale", che permetta la coesistenza dei sopracitati "stranieri morali".
Subordinato a quanto precede è il principio di beneficenza, senza il quale l'impresa morale non ha senso, precisando che "il contenuto dei doveri di beneficenza può derivare da accordi espliciti".